# قانون ۵+۶
قانون ۵+۶ قانونی است که در نشست فیفا در مه ۲۰۰۸ به تصویب رسید.

## تعریف
بنا بر این قانون، هر باشگاه در شروع بازی می‌بایست حداقل شش بازیکن داخلی (با ملیت خود باشگاه) روانه میدان کند. هدف این قانون احیای فوتبال ملی باشگاه‌هایی است که ترکیب آن‌ها دارای تعداد بسیار زیادی بازیکن خارجی است و همچنین از بین بردن شکاف بین باشگاه‌های کوچک و بزرگ.